# Рифаи теке
Рифаи теке или Рифаи текия (на македонска литературна норма: Рифаи теќе, Рифаи текија) е теке, намиращо се в град Скопие, Република Македония. Сградата е обявена за важно културно наследство на Република Македония.
Текето е разположено в махалата Чаир на ъгъла на улица „Чаирска“ и „7-а албанска бригада“. Заедно с Рифаи тюрбе образува общ комплекс. В двора има чешма, бунар и надгробни камъни.
Текето е на западната страна. Има основа във форма на правоъгълник, разположен в посока север – юг. Състои се от няколко помещения – семхана, хол и три стаи. Входът е от изток, през който се влиза в голям, централно разположен хол. От хола се влиза в семханата на южната страна, в която се извършват религиозните ритуали, в две стаи на северната страна и в една продължение на хола. Над хола има галерия отворена към семханата. В семханата се влиза през три входа – среден правоъгълен с дървена врата и два странични, които завършват в горната част с пресечена дъга, и на които вероятно също е имало дървени врати. Семханата е разделена по ширина на три зяла – средният е квадратен, а западният и източният са правоъгълни и отделени от него с денивелация на пода и прегради от по четири дървени стълба и ниска дървена ограда. На западната стена има четири прозореца, на южната два и на западната един. Прозорците са били дървени с метални решетки отвън – автентичен е само този на източната стена към тюрбето. От двете стаи северно от хола източната е по-голяма и се е използва от шейха за приемна за дервишите. Има дървена врата на южната стена към хора и втора на западната към другата стая. На северната и източната стена има два дървени прозореца с метални решетки отвън. Западната стаичка е използвана от дервишите за почивка и спане. Тя има дървена врата към хола и друга на южната стена към кухнята. На северната стена има голям триделен прозорез, на запад зазидан прозорец и долап, а на юг две врати и долап. Стаята продължение на хола е служела за кухня – кафе оджак. В нея се влиза през дървена врата на източната стена, както и от стаята за почивка през дървена врата на северната стена. Кухнята има два прозореца на запад, един на изток към хола и долап на север.
Тюрбето е продължение на семаханата, на източната страна. Основата му е неправилен правоъголник, поделен с три стълба на два нееднакви дяла. Входовете са през две дървени врати на северната стена. На западната към семаханата има един прозорец, на южната пет и северната два.
Сградата е с каменни основи и стени с паянтов градеж с кирпич. Покривът е дървен, първоначално с турски керемиди, по-късно с ламарина. Фасадите са измазани и по тях има надписи. От четирите оригиналните надписи изцяло са запазени тези отвън над външната порта, на чешмата и на текето, а каменният надпис от вътрешната страна на входа на комплекса е запазен частично.